# Fred Filippo
Fred Filippo (Leiden, 8 mei 1959) is een Nederlands voormalig voetballer die als verdediger speelde. Hij speelde zijn gehele profcarrière voor AZ '67.

## Loopbaan
Filippo begon bij UVS waar hij al op jonge leeftijd in het eerste team speelde. Bij UVS werd hij geselecteerd voor de UEFA-jeugd en was daar aanvoerder en nam deel aan het Europees kampioenschap voetbal onder 18 - 1977. Op zeventienjarige leeftijd kwam hij bij AZ '67 waar hij in 1977 direct bij de eerste selectie kwam. Hij kwam in totaal tot 93 wedstrijden. Met AZ werd Filippo in het seizoen 1980/81 landskampioen en won hij de KNVB beker. Ook in het seizoen 1981/82 won hij met AZ de KNVB beker. Filippo kwam niet in actie tijdens de wedstrijden in de finale van de UEFA Cup 1980/81 die door AZ over twee wedstrijden verloren werd van Ipswich Town. In 1985 keerde hij terug bij UVS. Later was hij trainer van UVS en VV Leiden. Filippo ging in het speciaal onderwijs werken.
Doelmannen: De Koning · Treijtel

Verdedigers: Anema · Filippo · Hovenkamp · Van der Meer · Metgod · Reijnders · Spelbos · Van Rijnsoever · Steinmann · Weijsters

Middenvelders: Arntz · Gaasbeek · Jonker · Nygaard · Oort · Peters

Aanvallers: Van den Dungen · Kist · Talan · Tol · Welzl